# Cryptoheros panamensis
Cryptoheros panamensis är en fiskart som först beskrevs av Seth Eugene Meek och Samuel Frederick Hildebrand, 1913.  Cryptoheros panamensis ingår i släktet Cryptoheros och familjen Cichlidae. Inga underarter finns listade i Catalogue of Life.